# Batman: La colección
Batman: La Colección fue una publicación de la editorial española Planeta DeAgostini en formato de libros de tapa dura con periodicidad semanal. La colección está compuesta por setenta tomos recopilatorios que reúne arcos argumentales "importantes" en la mitología de Batman desde los años ochenta, publicados previamente por DC Comics dentro de alguna serie regular, miniseries o números especiales. Las historias están presentadas en la supuesta cronología de la vida del personaje, no el orden de publicación.
Los tomos no necesariamente presentaban historias completas en cada uno de ellos, sino que en casi todos los casos había historias que continúan de un tomo al otro. Todas las historias ya habían sido editadas previamente por Planeta DeAgostini.
Al colocar los 70 libros en orden de menor a mayor de izquierda a derecha, se forma una imagen panorámica que presenta a Batman, Joker, Dos Caras y Espantapájaros, además del título de la colección.
El primer tomo tenía un costo promocional de €2,99, el segundo a €5,99 y los siguientes €9,99 hasta completar la colección.

## Listado de libros
| Tomo | Título                        | Contiene material originalmente publicado en |
| ---- | ----------------------------- | --- |
| 1    | AÑO UNO                       | Batman 404 al 407 The Man Who Laughs Batman and the Monster Men 1 |
| 2    | BATMAN Y LOS HOMBRES MONSTRUO | Batman and the Monster Men 2 a 6 Legends of the Dark Knight 11 y 12 |
| 3    | BATMAN Y EL MONJE LOCO        | Legends of the Dark Knight 13 a 15 Batman: The Mad Monk 1 a 5 |
| 4    | EL LARGO HALLOWEEN            | Batman: The Mad Monk 6 Legends of the Dark Knight Halloween Special 1 Batman: The Long Halloween 1 y 2 |
| 5    | EL LARGO HALLOWEEN 2º PARTE   | Batman: The Long Halloween 3 al 10 |
| 6    | LOCURA                        | Batman: The Long Halloween 11 al 13 Batman: Madness Legends of the Dark Knight 16 |
| 7    | VENENO                        | Legends of the Dark Knight 17 al 20 Legends of the Dark Knight 32 a 34 |
| 8    | VICTORIA OSCURA               | Batman: Dark Victory 1 a 7 |
| 9    | VICTORIA OSCURA 2º PARTE      | Batman: Dark Victory 8 a 13 Batman: Turning Points 1 |
| 10   | ROBIN AÑO UNO                 | Legends of the Dark Knight 28 a 30 Robin: Year One 1 y 2 |
| 11   | TERROR                        | Robin: Year One 3 y 4 Batman: Ghosts Legends of the Dark Knight 137 |
| 12   | LA LLEGADA DE BATGIRL         | Legends of the Dark Knight 138 a 141 Batgirl: Year One 1 a 4 |
| 13   | REGLAS DE COMPROMISO          | Batgirl: Year One 5 a 9 Batman Confidential 1 a 3 |
| 14   | LA GATA Y EL MURCIÉLAGO       | Batman Confidential 4 a 6 Batman Confidential 17 a 21 |
| 15   | LA BROMA ASESINA              | Nightwing 101 a 106 Batman: The Killing Joke The Deluxe Edition |
| 16   | CRIMEN Y CASTIGO              | Two-Face: Crime and Punishment Batman: Son of the Demon Batman: The Cult 1 |
| 17   | EL CULTO                      | Batman: The Cult 2 a 4 Batman 426 |
| 18   | UNA MUERTE EN LA FAMILIA      | Batman 427 a 429 Batman: Jekyll & Hyde 1 a 4 |
| 19   | JUSTICIA CIEGA                | Batman: Jekyll & Hyde 5 y 6 Detective Comics 598 a 600 |
| 20   | ARKHAM ASYLUM                 | Arkham Asylum Batman: Secrets 1 a 3 |
| 21   | SECRETOS                      | Batman: Secrets 4 y 5 Batman: Turning Points 3 Batman Confidential 13 a 16 Scarecrow |
| 22   | UN LUGAR SOLITARIO PARA MORIR | Batman & Poison Ivy: Cast Shadows Batman 440 a 442 The New Titans 60 y 61 |
| 23   | LA GÉNESIS DE UN HÉROE        | Detective Comics 618 a 621 Batman 455 a 457 |
| 24   | LA VENGANZA DE BANE           | Sword of Azrael 1 a 4 Batman: Vengeace of Bane Batman 491 |
| 25   | TERRORES NOCTURNOS            | Batman 492 a 496 (1) Detective Comics 659 a 662 |
| 26   | EL MURCIÉLAGO ROTO            | Batman 496 (2) a 498 Detective Comics 663 a 665 Showcase`93 7 y 8 Shadow of the Bat 16 |
| 27   | EL ÁNGEL OSCURO               | Shadow of the Bat 17 y 18 Detective Comics 666 Batman 499 a 502 (I) |
| 28   | BAILE OSCURO                  | Batman 502 (II) a 504 Shadow of the Bat 19 y 20 Batman: Turning Points 4 Detective Comics 667 y 668 Robin 1 (parcial) Catwoman 6                                                                           |
| 29   | LA CRUZADA                    | Catwoman 7 Shadow of the Bat 24 Detective Comics 669 al 673 Batman 505 |
| 30   | RESTOS MORTALES               | Shadow of the Bat 25 al 28 Detective Comics 674 Batman 506 al 508 |
| 31   | LA BÚSQUEDA                   | Justice League Trask Force 5 y 6 Shadow of the Bat 21 a 23 Legends of the Dark Night 59 y 60 Detective Comics 675                                                                                          |
| 32   | DEMONIOS                      | Legends of the Dark Knight 61 y 62 Robin 7 Batman 509 Batman: Shadow of the Bat 29 Detective Comics 676 |
| 33   | EL REGRESO DEL MURCIÉLAGO     | Robin 8, 9 y 0 Catwoman 12 Batman 510 Shadow of the Bat 30 Detective Comics 677 Legends of the Dark Knight 63                                                                                              |
| 34   | PRÓDIGO                       | Batman 512 y 513 Shadow of the Bat 32 y 33 Detective Comics 679 y 680 Robin 11 y 12 |
| 35   | TROIKA                        | Batman 514, 515 Shadow of The Bat 34, 35 Detective Comics 681, 682 Robin 13, 14 |
| 36   | CATACLISMO                    | Batman: Vengeance of Bane II - The Redemption Detective Comics 719, 720 Batman: Shadow of The Bat 73 Nightwing 19 Batman 553 Catwoman 56 The Batman Chronicles 12 (5 páginas)                              |
| 37   | ATRAPADO                      | Batman: Blackgate - Isle of Men Batman: Shadow of The Bat 74 The Batman Chronicles 12 (13 páginas) Nightwing 20 Batman: Huntres / Spoiler - Blunt Trauma Batman 554 Detective Comics 721                   |
| 38   | AL FINAL DEL DÍA              | Robin 53 The Batman Chronicles 12 (2 páginas) Batman: Shadow of The Bat 75, 76, 77 Detective Comics 722, 724, 725                                                                                          |
| 39   | CIUDAD MUERTA                 | Batman 555, 556, 558, 559 Batman: Shadow of The Bat 78, 79 Detective Comics 726 |
| 40   | TIERRA DE NADIE               | Batman:No Man's Land 1 Batman:Shadow of the Bat 83, 84 Batman 563, 564 Detective Comics 730 Batman:Legends of the Dark Knight 116                                                                          |
| 41   | LA FE DEL MIEDO               | Detective Comics 731 al 733 Legends of the Dark Knight 117 Shadow of the Bat 85 y 86 Batman 565 Batman Chronicles 16 (primera y tercera historia)                                                          |
| 42   | GUERRA TERRITORIAL            | Batman 566 al 568 Legends of the Dark Knight 119 y 120 Shadow of the Bat 87 y 88 Detective Comics 734 |
| 43   | HARLEY QUINN                  | Detective Comics 735 y 737 Batman 569 y 570 Batman Chronicles 18 Batman: Harley Quinn |
| 44   | CIUDAD SIN LEY                | Detective Comics 736, 738 Batman 571, 572 Shadow of the Bat #92 Batman: No Man's Land 0 Batman: No Man's Land - Secret Files & Origins 1 (parcial)                                                         |
| 45   | LA ÚLTIMA MUERTE              | Detective Comics 739, 740, 741 Legends of the Dark Knight 125, 126 Shadow of the Bat 93 Batman 573, 574 |
| 46   | EFECTOS PERSONALES            | Shadow of the Bat 94 Detective Comics 742 Gotham Knights 1 al 5 (Primera historia de cada número) Gotham City Secret Files (parcial)                                                                       |
| 47   | LA VENGANZA DE HUGO STRANGE   | Gotham Knights 6 al 11 (Primera historia de cada número) Batman 582 y 583 |
| 48   | EL REGRESO DE RA'S AL GHUL    | Detective Comics 743 al 749 |
| 49   | JOKER                         | Detective Comics 750 Joker Batman: Death and the Maidens 1 |
| 50   | LA MUERTE Y LAS DONCELLAS     | Batman: Death and the Maidens 2 al 9 |
| 51   | UN PASEO POR EL PARQUE        | Detective Comics 751 y 752 Batman 585, 587 Robin 86 Birds of Prey 27 Catwoman 90 Nightwing 53 |
| 52   | AGENTE HERIDO                 | Detective Comics 754 y 755 Gotham Knights #13, 16 y 17 (Primera historia de cada número) Robin 87 Batman 591 y 592                                                                                         |
| 53   | INCONSCIENTE                  | Superman 168 Detective Comics 756, 758, 759, 760 Gotham Knights 18, 20, 21 (Primera historia de cada número)                                                                                               |
| 54   | SANTUARIO                     | Batman Our Worlds ar War Batman 593, 594, 595, 597 Detective Comics 761, 762 |
| 55   | CORAZONES                     | Detective Comics 764, 765, 766 Gotham Knights 23, 24, 25 (Primera historia de cada número) Batman: The 10-Cent Adventure Batgirl 24                                                                        |
| 56   | BRUCE WAYNE ¿ASESINO?         | Robin #99 (5 páginas) Birds of Prey #39 (13 páginas), 40 (14 páginas) Batman #599, 600, 601 (3 páginas) Detective Comics #767 Batman: Gotham Knights #26, 27 (Primeras historias) Batgirl #27 (20 páginas) |
| 57   | BRUCE WAYNE FUGITIVO          | Birds of Prey 41 (11 páginas), 43 (5 páginas) Nightwing 68 (15 páginas), 69 (16 páginas) Batman: Gotham Knights 28 (4 páginas) Batgirl 29 Detective Comics 768                                             |
| 58   | BRUCE WAYNE FUGITIVO 2º PARTE | Batman: Gotham Knights 31 (Primera historia) Batman 603, 604 y 605 Detective Comics 769 al 773 (Primeras historias)                                                                                        |
| 59   | TABULA RASA                   | Batman: Gotham Knights 32 al 36 (Primeras historias) Batman 606 y 607 Batgirl 33 |
| 60   | CABALLEROS CAÍDOS             | Gotham Knights 37 al 40 y 42 al 45 |
| 61   | SILENCIO 1                    | Batman:Gotham Knights 46 al 49 Batman 608 al 611 |
| 62   | SILENCIO 2                    | Batman 612 al 619 |
| 63   | EL LADO OSCURO                | Arkham Asylum: Madness Batman: Gotham County Line 1 y 2 |
| 64   | EL RASTRO DE LA PÓLVORA       | Batman: Gotham County Line 2 y 3 Batman Catwoman: Trail of the Gun 1 y 2 |
| 65   | EL REGRESO DE SILENCIO 1      | Batman:Gotham Knights 60 al 67 |
| 66   | EL REGRESO DE SILENCIO 1      | Batman:Gotham Knights 68 al 74 Legends of the Dark Knight 190 y 191 |
| 67   | EL RECLAMO DE LA SANGRE       | Batman/Huntress: Cry for Blood 1 al 6 Batman Confidential 22 al 24 |
| 68   | EL MURCIÉLAGO Y LA BESTIA     | Batman Confidential 25, 29 al 35 |
| 69   | EL GUANTE NEGRO               | Batman 667 al 669, 672 al 675 |
| 70   | BATMAN RIP                    | Batman 676 al 681 Batman 700 |

## Venta en Argentina
Los tomos fueron puestos a la venta en Argentina a partir del 25 de febrero de 2011 con una periodicidad semanal, aunque sufriendo postergaciones debido a cambios en el régimen para las importaciones en dicho país. El precio era de $19,90 el primer tomo, $34,90 el segundo y $49,90 a partir del tercer tomo, aunque con aumentos posteriores. La publicación en quioscos finalizó en el número 60, y los diez tomos posteriores fueron vendidos directamente por la filial local de la editorial.[cita requerida]